# Alleanza Cattolica
Alleanza Cattolica è un'associazione di laici cattolici di impronta tradizionalista, che si propone lo studio e la diffusione della dottrina sociale della Chiesa cattolica. Essa svolge un'azione di apostolato culturale e civile con l'obiettivo dichiarato di mirare alla promozione e alla costruzione di una società, secondo le parole di Giovanni Paolo II, "a misura d'uomo e secondo il piano di Dio".

## Storia e organizzazione
Alleanza Cattolica fu fondata e costituita in maniera informale da Giovanni Cantoni e Agostino Sanfratello nel 1960, e ricevette maggiore formalità a partire dal 1968; è regolata da un direttorio dal 1977, e possiede uno statuto dal 1998. Stando a quanto riportato dal cattolico tradizionalista Pino Tosca, il principale teorico a cui Alleanza Cattolica fece riferimento negli anni successivi alla fondazione fu l'intellettuale conservatore e anticomunista brasiliano Plinio Correa de Oliveira. Secondo alcune ricostruzioni, Alleanza Cattolica nascerebbe addirittura come filiazione diretta dell'organizzazione di Correa de Oliveira, il gruppo TFP (Tradizione, Famiglia, Proprietà). 
Dal punto di vista politico, il gruppo rivendica una netta aderenza alla destra controrivoluzionaria cattolica: «Se per destra si intende la reazione storica a quel grande processo di secolarizzazione che è stata la Rivoluzione francese, ebbene sì, allora noi siamo di destra. Ma il termine che preferiamo è "controrivoluzionari"». 
Nel 2012 ha ottenuto il riconoscimento ecclesiastico come associazione privata di fedeli da parte del vescovo di Piacenza-Bobbio Gianni Ambrosio.
Dal 2012 al fondatore e reggente nazionale Giovanni Cantoni, si affianca come reggente vicario Massimo Introvigne, ed entrambi rassegnano le dimissioni il 23 aprile 2016. Dallo stesso giorno è attivo un comitato di Reggenza composto da 6 membri, e presieduto dal Prof. Mauro Ronco, che guida provvisoriamente l'associazione sino all'elezione del nuovo reggente nazionale. Il Capitolo nazionale di Alleanza Cattolica, riunito a Roma nei giorni 28 e 29 maggio 2016, ha eletto Marco Invernizzi reggente nazionale dell'associazione per gli anni 2016-2022, con Cantoni reggente emerito. Giovanni Cantoni muore il 18 gennaio 2020. Marco Invernizzi viene riconfermato Reggente Nazionale nel 2022.
Dal 1973 l'organo informativo ufficiale dell'associazione è la rivista Cristianità.

## Simbolo
Lo stemma dell'associazione è costituito da un'aquila nera su fondo d'oro, con al centro un cuore rosso sormontato dalla croce.
Il motto dell'associazione è Ad maiorem Dei gloriam et socialem ("Per la maggior gloria di Dio anche sociale").

## Posizioni politiche e sociali
Gli articoli sul giornale dell'associazione, Cristianità, esaltano i valori cattolici e in accordo con la morale cristiana si distaccano da pratiche omosessuali, aborto, contraccezione, divorzio e qualificano il World Social Forum come "laboratorio di sovversione".
Nel 2009 l'associazione ha fatto campagna elettorale per il candidato della Lega Nord alla presidenza del Piemonte, Roberto Cota. Tra i suoi massimi esponenti figura Alfredo Mantovano, ex parlamentare di Alleanza Nazionale e poi del Popolo delle Libertà e attuale Sottosegretario di Stato alla Presidenza del Consiglio dei ministri.
Quando una fonte informativa ha definito Alleanza Cattolica come catto-fascista, la qualifica è stata smentita dai vertici dell'associazione e dal filosofo Massimo Introvigne, in quanto la stessa è sempre stata critica verso l'esperienza fascista.